# Lucus Asturum
Lucus Asturum fue una ciudad romana que aparece mencionada como mansio en el Anónimo de Rávena. Estaba situada en el actual Lugo de Llanera, Asturias, formando parte del conventus Asturum de la provincia Tarraconense y, desde Diocleciano, de la provincia Gallaecia.

## Historia
Este lugar era el centro de enlace de las vías romanas en Asturias y de allí partía una vía que lo unía con Cantabria y otra hasta Asturica Augusta (Astorga), siguiendo la Vía de La Carisa.
Esta población estuvo habitada por la tribu de los luggones desde antes de la llegada de los romanos. Fue tomado por Muza, caudillo musulmán, en el siglo VIII que siguió penetrando hasta Gijón. Existen documentos del siglo X a partir de los que se ha deducido que se trataba de una ciudad amurallada, pero este extremo no ha sido confirmado.
Las excavaciones realizadas por Carmen Fernández Ochoa en los terrenos de la antigua iglesia de Santa María, demuestran la presencia romana al menos durante los siglos II y III. En esta excavación se encontró un epígrafe votivo dedicado a los Lares Viales.
Asimismo se identificó un espacio funerario altomedieval, asociado a una iglesia datada en el siglo X.

## Documentación escrita
Lucus Asturum aparece en fuentes documentales romanas, tardoantiguas y altomedievales.

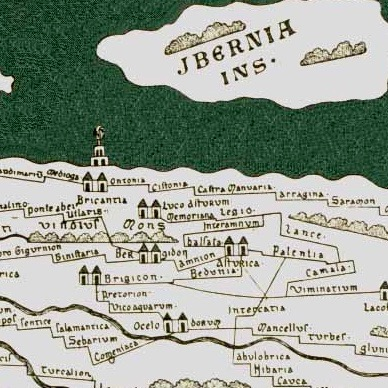
Recorte de la Tabula Peutingeriana, en su parte reconstruida por Konrad Miller en 1898, que muestra Luco Astorum, en el norte de Hispania.

### Edad Antigua
Lucus Asturum (Λουκος ′Αστουρων) es citada en la obra Geografía (siglo II) de Claudio Ptolomeo, en el libro II, capítulo VI. Es nombrada entre las poleis (πόλεις) de interior de la tierras de los astures, en la provincia Tarraconense de Hispania.
Posteriormente, como Luco Astorum, aparece en el Anónimo de Rávena (siglo VII), como una mansio de la vía que comunicaba Asturica Augusta (Astorga) y Lucus Augusti (Lugo). En esta vía la mansio inmediamentemente anterior es Memorana, que se ha identificado como Mamorana en la parroquia de Castiello (Lena), donde en 1921 se encontró un mosaico de una villa romana.  

### Edad Media
En textos medievales se cita Lugo o Lugu con su iglesia de Santa María. En el Libro de los testamentos de la catedral de Oviedo aparece 3 veces:
- En el primer folio, y a modo de introducción o incipit, se relata la construcción de una iglesia bajo la advocación de santa María y el posterior concilio en León autorizado por el papa Ceferino que habría elevado Lugo a sede episcopal, con Vistremundo como primer obispo:[b]

Rex iste in Asturiis ciuitatem hedificauit ERA CCCªLXLªVIIIIª quam Lugo,
id est, luceo, uocauit. In honore beate MARIE semperque uirginis ęcclesiam fundauit.
Quamque cicius potuit Romam legatos suos misit et cum auctoritate domini
 Zepherini pape apud legionensem urbem concilium cum consensu omnium
archiępiscoporum ępiscoporumque siue et maiorum laicorum Yspanorum et uulgus cele 15
brauit, inmemorateque urbis episcopium statuit, et Uistremundum ępiscopum in ea ordi
nare precepit iureque perpetuo subscriptam diocessim ei concessit
Liber Testamentorum Eclesiae Ouetensis
PELAGIVS EPISCOPVS HOC OPVS FIERI IVSIIT
IIIv9

- En la donación del rey Alfonso III de Asturias a la catedral de Oviedo:[b]

[...]
5 ęcclesiam Sanctę Marię de Lugu cum suos muros
   antiquos integros cum suos adiacenciis
[...]
Liber Testamentorum Eclesiae Ouetensis
TESTAMENTVM REGIS ADEFONSI ET XEMENE REGINE
19vA5-6

- Y en la de Ordoño:[b]

[...]
Ciuitatem Lugo destructam cum ęcclesia
Sanctę Marię et cum deganies suis ab integro.
[...]
Liber Testamentorum Eclesiae Ouetensis
TESTAMENTVM ORDONII REGIS FILII ADEFONSI REGIS ET XEMENE REGINE
27vA21-22

En la versión pelagiana de la crónica de Alfonso III ad Sebastianum se recoge el traslado de la sede de Lugo a Oviedo en tiempos de Fruela I: «Rex iste episcopatum in Ovetum transtulit a Lucensi civitate que in Asturiis ab Evandalis edificata fuit»
El conjunto del relato es tenido mayoritariamente por falso, siendo varios los anacronismos: Guntamundo fue rey de los vándalos a partir del año 484 en el norte de África y Ceferino fue papa de 199 a 217. Su autoría, recogida en el propio Libro de los Testamentos, es de Pelayo, obispo de Oviedo que con esta invención pretendía ganar legitimidad para la sede ovetense.

## Restos arqueológicos
Las referencias a la existencia de restos arqueológicos son numerosas en la bibliografía. Ya Luis Alfonso de Carvallo en su Antigüedades y cosas memorables del Principado de Asturias (1695) señala que de la ciudad de Lucus de Asturias «ſe hallan raſtros, y edificios en aquellos campos». Además añade que una piedra con la inscripción «Ceʃar omita Lancea», según testimonio de Ambrosio de Morales, y doce columnas de mármol y jade en San Miguel de Lillo pudieran proceder de las ruinas de la ciudad de Lugo, posibilidad que Fermín Canella califica de «invenciones» sin fundamento conocido.
Tras Carvallo existen referencias a hallazgos más o menos casuales en la obra España Sagrada, tomo XXXVII (1789) de Manuel Risco, Sumario de Antigüedades romanas que hay en España (1832), de Juan Agustín Ceán Bermúdez y en el capítulo dedicado a Llanera en Asturias, por Fermín Canella.
Miliario de Numeriano
A mediados del siglo XIX Elías García-Tuñón señala que en 1852 se hallaron dos trozos de un fuste de columna:

En Lugo había el año 52 un fuste de columna, que me pareció hablaba de Numeriano, pero no tuve tiempo para copiar la inscripción
García-Tuñón Quirós, Elías (1856). Memoria sobre la guerra que los romanos hicieron en Asturias. Oviedo. p. 10.

Los textos que aparecerían en cada trozo fueron recogidos por Constantino Cabal:
| Fragmento 1                        | Fragmento 2    |
| ---------------------------------- | -------------- |
| MRCO UMERIO ERIANONOBI SIMOCAESARI | IA RIO NTIO ON |

Cabal, además, identifica la columna como uno de los miliarios de las calzadas reparadas por el emperador Numeriano (c. 253-284) y data la columna en 284, año en que fue asesinado Numeriano.
Según Diego Santos, la inscripción del fragmento 1 hace referencia, sin duda, a «Numeriano con el título de nobilissimo Caesari», por lo que la inscripción debió realizarse entre octubre de 282, momento en que fue elevado a César, y la muerte de su padre, Caro, en que pasó a ser Augusto.
El miliario se encuentra desaparecido.

### Excavaciones
Las primeras excavaciones arqueológicas tuvieron lugar en el verano de 1927 por parte de la Comisión Provincial de Monumentos. Se centraron en una finca cercana a la antigua iglesia donde su dueño ya había encontrado restos anteriormente. Como resultado de las mismas se descubrió un posible horno de fundición y una supuesta muralla de 2 m de ancho. Además, en un pontón sobre un riachuelo cercano se halló la conocida como «la piedra de Lugo», ahora desaparecida, labrada de forma similar al ídolo de Peña Tú.

#### 1981 - Emilio Olavarri

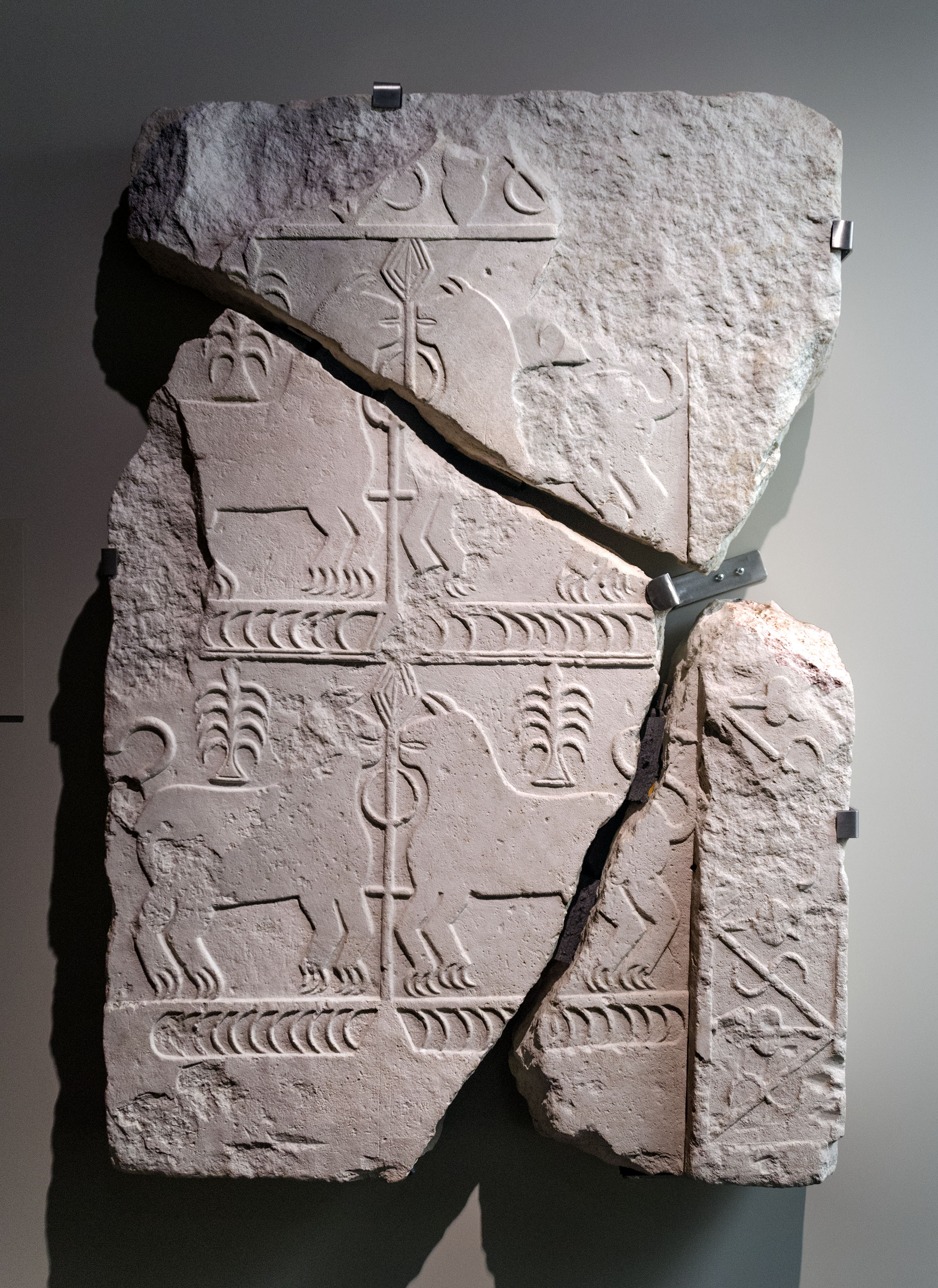
Tablero de cancel.

Emilio Olavarri Goicoechea realizó una excavación en 1981 en el solar de la desaparecida iglesia de Santa María de Lugo. En esta campaña se encontró cerámica romana —terra sigillata— y un tablero de cancel, en cuatro fragmentos, colocados como lápida de un sepulcro medieval. El tablero, de caliza, está esculpido en su parte frontal con dos parejas de supuestos felinos, enfrentados dos a dos, con un árbol entre cada pareja. Cada pareja se sitúa sobre una cenefa horizontal que representaría un cuerpo de agua y todo el tablero orlado con motivos vegetales en sus bordes derecho y superior.
El cancel se encuentra expuesto en el Museo Arqueológico de Asturias.

#### 1989
En 1989, una campaña de excavaciones realizada por un equipo de arqueólogos dirigido por Carmen Fernández Ochoa descubrió, entre otros materiales, restos de un ara votiva dedicado a los Lares viales. La pieza encontrada consiste en un bloque de arenisca que se encontraba formando parte de la cimentación de un muro de la desaparecida iglesia de Santa María de Lugo, de unas dimensiones aproximadas de 44 cm de alto, 20 de ancho y 17 cm de fondo.
Se encuentra en un mal estado de conservación, debido a su reutilización, sobre todo en los bordes, y con un surco longitudinal que cruza la epigrafía:

ARAM
LARIBV
VIALIBV

que podrías restituirse como «ARAM LARIBV(S) VIALIBV(S)», es decir «altar a los Lares Viales».
El texto se encuentra separado por una incisión recta de tres hornacinas situadas en la parte superior de la pieza, de aparición poco frecuente en el noroeste peninsular y única en Asturias.
La presencia de este ara significaría que Lucus Asturum tenía importancia como centro viario romano.